# Turandot oder Der Kongreß der Weißwäscher
Turandot (oder Der Kongreß der Weißwäscher) (Turandot o el congreso de los blanqueadores) es una comedia épica de Bertolt Brecht, una sátira sobre el papel de los intelectuales - o "Tuis", acrónimo de"Tellekt-Ual-In"- en una sociedad capitalista.
Pertenece al ciclo "el mal uso del intelecto" insertado en un satírico cuento de hadas oriental y comentario del congreso para la defensa de la libertad de 1935 al que asistió junto a otros intelectuales de la República de Weimar mientras Hitler se consolidaba en el poder.
La historia está inspirada en la obra Turandot de la commedia dell'arte de Carlo Gozzi que también inspiró las óperas de Busoni y de Puccini. En pieza de Brecht, en la China milenaria, el emperador convoca a los intelectuales cuando la economía se desestabiliza por una superproducción de algodón.
Brecht se inspiró en una producción de Moscú de 1922, dirigida por Yevgeny Vakhtangov, famoso director y actor, alumno de Stanislavsky y Vsévolod Meyerhold.
Concebida inicialmente como pieza complementaria de Galileo Galilei Escrita en 1953-54 fue dejada inconclusa y estrenada póstumamente en 1969 en Zúrich dirigida por Benno Besson y música de Yehoshua Lakner. 
Fue estrenada en inglés en Berkeley (California) en 1969, en Oxford en 1970 y en el Young Vic de Londres en 2008.
En Polonia en 1987, Francia fue producida en 2007 en Aix en Provence y Aviñón en 2009 por Mirabelle Rousseau. En Italia en el teatro de la universidad de Salerno en 2009.